# Hylettus excelsus
Hylettus excelsus är en skalbaggsart som först beskrevs av Bates 1864.  Hylettus excelsus ingår i släktet Hylettus och familjen långhorningar. Inga underarter finns listade i Catalogue of Life.